# La Chapelle-près-Sées
La Chapelle-près-Sées è un comune francese di 435 abitanti situato nel dipartimento dell'Orne nella regione della Normandia.

## Società

### Evoluzione demografica
Abitanti censiti